# 斯塔特
史塔特 （希臘語：στατήρ）是古希腊的一种通行货币。流通时间大致在公元前8世纪至公元1世纪期间。罗宾·莱恩·福克斯认为它是优卑亚人从腓尼基货币谢克尔借鉴而来的，它几乎和谢克尔是同一重量，并且价值都相当于1/50迈纳。
史塔特最初是在雅典发行铸造，其价值等同于四德拉克马，不过后来在其他很多地方所发行的一个史塔特的价值却只有两德拉克马。史塔特在科林斯也有发行，不光如此，就连诸如像埃伊纳岛和奇多尼亚这样的地中海岛屿也都曾发行过这种钱币。

## 图片

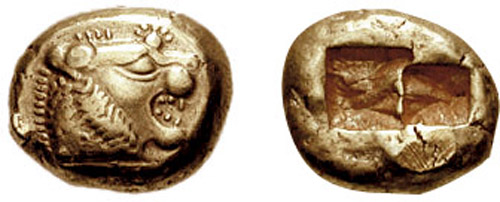
公元前6世纪早期 吕底亚 琥珀金 (面额为1/3斯塔特).